# Maxera digoniata
Maxera digoniata là một loài bướm đêm trong họ Noctuidae.